# Lijst van gewapende conflicten sinds 1945
Sinds het einde van de Tweede Wereldoorlog werden in de wereld meer dan 200 gewapende conflicten uitgevochten tussen twee of meer partijen en zowel met als zonder buitenlandse inmenging.
Deze lijst van gewapende conflicten sinds 1945 probeert daarvan een zo volledig mogelijk chronologisch beeld te geven.

## 1945-1949
| Periode | Periode | Conflict                              | Betrokken partijen | Betrokken partijen | Opmerkingen |
| Begin   | Einde   | Conflict                              | Overwinnende partij (indien toepasselijk) | Verliezende partij (indien toepasselijk) | Opmerkingen |
| ------- | ------- | ------------------------------------- | --- | --- | ----------- |
| 1945    | 1949    | Chinese Burgeroorlog (tweede fase)    | Communistische Partij van China Volksrepubliek China Gesteund door: Sovjet-Unie                                                                     | Republiek China Gesteund door: Verenigde Staten |             |
| 1946    | 1949    | Griekse Burgeroorlog                  | Koninkrijk Griekenland Gesteund door: Verenigde Staten (vanaf 1947) Verenigd Koninkrijk (vanaf 1947)                                                | Griekse communisten Gesteund door: Volksrepubliek Albanië Volksrepubliek Bulgarije Joegoslavië (tot juli 1949) Sovjet-Unie (tot 1947)                                                       |             |
| 1945    | 1946    | Irancrisis                            | Pahlavi Iran Gesteund door: Verenigde Staten Verenigd Koninkrijk\|\| Republiek Mahabad Azerbeidzjaanse Volksregering Gesteund door: Sovjet-Unie\|\| | |             |
| 1945    | 1949    | Indonesische onafhankelijkheidsoorlog | Indonesië | Nederland |             |
| 1946    | 1946    | Straat van Korfoe-incidenten          | Albanië | Verenigd Koninkrijk |             |
| 1946    | 1954    | Eerste Indochinese Oorlog             | Vietminh Pathet Lao Khmer Issarak Gesteund door: Sovjet-Unie China Duitse Democratische Republiek Volksrepubliek Polen                              | Union française Gesteund door: Verenigd Koninkrijk Verenigde Staten |             |
| 1947    | 1949    | Malagassische Opstand                 | Frankrijk | Malagassische rebellen |             |
| 1947    | 1949    | Eerste Kasjmiroorlog                  | India | Pakistan |             |
| 1948    | 1949    | Jeju-opstand                          | Zuid-Korea | Arbeiderspartij van Zuid-Korea |             |
| 1948    | 1958    | La Violencia                          | Colombiaanse regering Colombiaanse Conservatieve Partij                                                                                             | Colombiaanse Liberale Partij |             |
| 1948    | 1949    | Arabisch-Israëlische Oorlog van 1948  | Israël Gesteund door: Verenigde Staten Tsjecho-Slowakije                                                                                            | Egypte Irak Jordanië Syrië Leger van de Heilige Strijd Arabisch Bevrijdingsleger Libanon Saoedi-Arabië Jemen Buitenlandse vrijwilligers: Moslimbroederschap Pakistan Anglo-Egyptisch Soedan |             |
| 1948    | 1960    | Malayaanse noodtoestand               | Verenigd Koninkrijk - Federatie van Malakka - Zuid-Rhodesië - Fiji Australië Nieuw-Zeeland Gesteund door: Thailand                                  | Malayaanse Communistische Partij Malayaans Nationaal Bevrijdingsleger Gesteund door: Sovjet-Unie China Indonesië Vietminh Noord-Vietnam                                                     |             |

## 1950-1959
| Periode | Periode | Conflict                                       | Betrokken partijen | Betrokken partijen | Opmerkingen |
| Begin   | Einde   | Conflict                                       | Overwinnende partij (indien toepasselijk) | Verliezende partij (indien toepasselijk) | Opmerkingen |
| ------- | ------- | ---------------------------------------------- | --- | --- | ----------- |
| 1950    | 1953    | Koreaanse Oorlog                               | Verenigde Naties: Australië België Canada Colombia Ethiopië Filipijnen Frankrijk Griekenland Luxemburg Nederland Nieuw-Zeeland Thailand Turkije Verenigde Staten Verenigd Koninkrijk Zuid-Afrika Zuid-Korea Medische steun: - Denemarken - India - Italië - Noorwegen - Zweden | Noord-Korea China Sovjet-Unie Medische steun: - Bulgarije - Tsjecho-Slowakije - Hongarije - Polen - Roemenië |             |
| 1950    | 1951    | Invasie van Tibet                              | China | Tibet |             |
| 1952    | 1952    | Staatsgreep in Egypte in 1952                  | Vrije Officieren Gesteund door: Sovjet-Unie | Egypte Gesteund door: Verenigd Koninkrijk |             |
| 1952    | 1960    | Mau Mau-opstand                                | Verenigd Koninkrijk | Mau Mau-rebellen |             |
| 1953    | 1953    | Volksopstand in de DDR                         | Sovjet-Unie Duitse Democratische Republiek | Oost-Duitse opstandelingen |             |
| 1953    | 1959    | Cubaanse Revolutie                             | Beweging van de 26ste juli | Cuba |             |
| 1953    | 1953    | Iraanse staatsgreep van 1953                   | Pahlavidynastie Heimelijk gesteund door: Verenigd Koninkrijk Verenigde Staten | Iraanse regering |             |
| 1954    | 1955    | Eerste Taiwancrisis                            | China | Taiwan Verenigde Staten |             |
| 1954    | 1962    | Algerijnse Oorlog                              | Front de libération nationale | Frankrijk |             |
| 1955    | 1972    | Eerste Soedanese Burgeroorlog                  | Zuid-Soedanese Bevrijdingsbeweging Azanië Bevrijdingsfront Anyanya | Anglo-Egyptisch Soedan Republiek van Soedan Democratische Republiek van Soedan |             |
| 1955    | 1975    | Vietnamoorlog                                  | Noord-Vietnam Nationaal Bevrijdingsfront Rode Khmer Vrije Khmer Pathet Lao China Noord-Korea Sovjet-Unie Gesteund door: - Cuba - Tsjecho-Slowakije - Duitse Democratische Republiek - Polen - Hongarije - Bulgarije - Roemenië Medische steun: - Zweden                        | Zuid-Vietnam Verenigde Staten Zuid-Korea Thailand Australië Nieuw-Zeeland Laos Khmerrepubliek Filipijnen Gesteund door: - Turkije - Spanje - Taiwan - Brazilië - Japan - Iran - Maleisië - West-Duitsland - Verenigd Koninkrijk |             |
| 1956    | 1956    | Hongaarse Opstand                              | Sovjet-Unie Staatsveiligheidsautoriteit | Hongaarse revolutionairen |             |
| 1956    | 1956    | Protesten in Poznań                            | Polen | Stakingscommissie |             |
| 1956    | 1956    | Suezcrisis                                     | Israël Verenigd Koninkrijk Frankrijk | Republiek Egypte |             |
| 1958    | 1958    | Libanoncrisis                                  | Libanon Verenigde Staten | Al-Mourabitoun Libanese Communistische Partij Progressieve Socialistische Partij |             |
| 1958    | 1958    | Tweede Taiwancrisis                            | China | Taiwan Verenigde Staten |             |
| 1958    | heden   | Conflict in Nagaland                           | India Myanmar | Rebellen |             |
| 1958    | 1959    | Noord-Vietnamese invasie van Laos              | Noord-Vietnam | Laos |             |
| 1958    | 1959    | Mexico-Guatamala conflict                      | Guatemala | Mexico |             |
| 1959    | 1959    | Opstand in Tibet                               | China | Tibet Chushi Gangdruk |             |
| 1959    | 1975    | Laotiaanse Burgeroorlog                        | Pathet Lao Noord-Vietnam Gesteund door: - Sovjet-Unie - China | Laos Verenigde Staten Thailand Zuid-Vietnam Gesteund door: - Filipijnen - Taiwan |             |
| 1959    | 1959    | Cubaanse invasie van Panama                    | Panama | Cuba |             |
| 1959    | 1959    | Cubaanse invasie van de Dominicaanse Republiek | Dominicaanse Republiek | Cuba |             |

## 1960-1969
| Periode | Periode | Conflict                             | Betrokken partijen | Betrokken partijen | Opmerkingen     |
| Begin   | Einde   | Conflict                             | Overwinnende partij (indien toepasselijk) | Verliezende partij (indien toepasselijk) | Opmerkingen     |
| ------- | ------- | ------------------------------------ | --- | --- | --------------- |
| 1960    | 1965    | Congocrisis                          | * Congo-Leopoldstad - Verenigde Staten - België Gesteund door - ONUC                                                                                      | *Kwilu en Simba rebellen Gesteund door - Sovjet-Unie - China - Cuba |                 |
| 1960    | 1996    | Guatemalteekse Burgeroorlog          | Guatemala (linkse rebellengroepen) | Guatemala (regering) |                 |
| 1961    | 1991    | Eritrese Onafhankelijkheidsoorlog    | - Eritrese Bevrijdingsfront - Volksfront voor democratie en rechtvaardigheid Gesteund door - Somalië                                                      | - Eritrea Gesteund door - Sovjet-Unie - Cuba |                 |
| 1961    | 1961    | Invasie in de Varkensbaai            | - Cuba | - Cubaanse Ballingen - CIA |                 |
| 1961    | 1974    | Portugese koloniale oorlog           | - Angola (MPLA) - UNITA - FNLA - Guinee-Bissau (PAIGC) - Mozambique (FRELIMO) - MLSTP - FLEC - Cuba                                                       | - Portugal - Zuid-Afrika - Rhodesië |                 |
| 1961    | 1975    | Onafhankelijkheidsoorlog van Cabinda | Portugal | FLEC |                 |
| 1962    | 1962    | Chinees-Indiase Oorlog               | China | - India - Verenigd Koninkrijk |                 |
| 1962    | 1970    | Noord-Jemenitische Burgeroorlog      | Jemen (Jemenitische Arabische Republiek) Egypte | Mutawakkilitisch Koninkrijk Jemen Saoedi-Arabië Gesteund door Jordanië |                 |
| 1963    | 1966    | Konfrontasi                          | - Maleisië Gesteund door - Verenigd Koninkrijk - Nieuw-Zeeland - Australië                                                                                | - Indonesië Gesteund door - China - Sovjet-Unie - Filipijnen |                 |
| 1963    | 1964    | Zandoorlog                           | - Algerije Gesteund door - Sovjet-Unie | - Marokko Gesteund door - Frankrijk - Verenigde Staten |                 |
| 1964    | 1964    | Revolutie van Zanzibar               | Communistische rebellen | regering van Zanzibar |                 |
| 1964    | heden   | Colombiaanse Burgeroorlog            | n.v.t. | n.v.t. | nog aan de gang |
| 1965    | 1965    | Tweede Kasjmiroorlog                 | - India | - Pakistan Gesteund door - Iran |                 |
| 1965    | 1979    | Tsjadische Burgeroorlog              | FROLINAT | - Tsjaad (regering) |                 |
| 1966    | 1988    | Zuid-Afrikaanse Grensoorlog          | - Angola - Zambia - Cuba - Sovjet-Unie - DDR - Umkhonto we Sizwe - SWAPO                                                                                  | - Zuid-Afrika - UNITA |                 |
| 1967    | 1975    | Cambodjaanse Burgeroorlog            | - Rode Khmer - Khmer Rumdo - Cambodjaanse communisten - Vietnam (Noord-Vietnam) - Vietcong                                                                | - Khmerrepubliek - Verenigde Staten - Zuid-Vietnam |                 |
| 1967    | 1967    | Zesdaagse Oorlog                     | Israël | - Egypte - Syrië - Jordanië - Irak Gesteund door - Algerije - Koeweit - Marokko - Pakistan - Saoedi-Arabië |                 |
| 1967    | 1970    | Uitputtingsoorlog                    | Israël | - Egypte Gesteund door - Sovjet-Unie - Cuba - Jordanië - Syrië - Palestijnse Bevrijdingsorganisatie |                 |
| 1967    | 1970    | Biafraoorlog                         | - Nigeria - Verenigde Arabische Emiraten Gesteund door - Verenigd Koninkrijk - Sovjet-Unie - Syrië - Soedan - Tsjaad - Niger - China - Algerije           | - Biafra - Benin - Buitenlandse huursoldaten Gesteund door - Israël - Zuid-Afrika - Rhodesia - Frankrijk - Portugal                                                                                            |                 |
| 1969    | 1998    | The Troubles                         | - Verenigd Koninkrijk - Ierland - Ulster Volunteer Force - Ulster Defence Association - Red Hand Commando - Ulster Ressistance - Loyalist Volunteer Force | - Provisional Irish Republican Army - Official Irish Republican Army - Irish National Liberation Army - Irish People's Liberation Organisation - Continuity Irish Republican Army - Real Irish Republican Army |                 |
| 1969    | 1969    | Voetbaloorlog                        | El Salvador | Honduras |                 |

## 1970-1979
| Periode | Periode | Conflict                                        | Betrokken partijen | Betrokken partijen | Opmerkingen |
| Begin   | Einde   | Conflict                                        | Overwinnende partij (indien toepasselijk) | Verliezende partij (indien toepasselijk)                                                                              | Opmerkingen |
| ------- | ------- | ----------------------------------------------- | --- | --- | ----------- |
| 1970    | 1971    | Zwarte September                                | Jordanië | - Palestijnse Bevrijdingsorganisatie Gesteund door - Syrië                                                            |             |
| 1971    | 1971    | Bengaalse vrijheidsoorlog                       | - Bangladesh - India | Pakistan |             |
| 1971    | 1971    | Indiaas-Pakistaanse Oorlog van 1971             | - India - Bengaalse separatisten Gesteund door - Israël | - Pakistan Gesteund door - Saoedi-Arabië - Iran                                                                       |             |
| 1972    | 1973    | Tweede Kabeljauwoorlog                          | Verenigd Koninkrijk | IJsland |             |
| 1972    | 1974    | Eerste Eritrese Burgeroorlog                    | Volksfront voor democratie en rechtvaardigheid | Eritrese Bevrijdingsfront                                                                                             |             |
| 1973    | 1973    | Jom Kipoer-oorlog                               | - Egypte - Syrië Gesteund door - Algerije - Bangladesh - Irak - Jordanië - Koeweit - Libanon - Liechtenstein - Tunesië - Marokko - Pakistan - Palestina - Saoedi-Arabië - Cuba - Noord-Korea - Duitsland - Sovjet-Unie | - Israël Gesteund door - Verenigde Staten - Nederland - Portugal                                                      |             |
| 1975    | 1990    | Libanese Burgeroorlog                           | Hezbollah | Verschillende groepen                                                                                                 |             |
| 1975    | 1975    | Conflict in Laos tussen de Hmong en de regering | Pathet Lao | Hmong |             |
| 1975    | 1975    | Derde Kabeljauwoorlog                           | IJsland | Verenigd Koninkrijk                                                                                                   |             |
| 1976    | 1983    | Vuile Oorlog                                    | Argentijnse bevolking | Argentijnse militaire dictatuur                                                                                       |             |
| 1976    | 1976    | Operatie Entebbe                                | Israël | - Volksfront voor de Bevrijding van Palestina - Revolutionäre Zellen - Oeganda                                        |             |
| 1976    | 1992    | Mozambikaanse Burgeroorlog                      | n.v.t. | n.v.t. |             |
| 1977    | 1977    | Libisch-Egyptische Oorlog                       | Egypte | Libië |             |
| 1977    | 1978    | Ogaden-oorlog                                   | - Ethiopië - Sovjet-Unie - Cuba - Zuid-Jemen Gesteund door - Noord-Korea - Duitse Democratische Republiek - Israël | - Somalië - WSLF Gesteund door - Djibouti - Egypte - Saoedi-Arabië - Irak                                             |             |
| 1978    | 1978    | Operatie Litani                                 | - Israël - Zuid-Libanese leger | - Palestijnse Bevrijdingsorganisatie - Libanese Nationale Beweging                                                    |             |
| 1979    | 1979    | Chinees-Vietnamese Oorlog                       | China | Vietnam |             |
| 1979    | 1989    | Afghaanse Oorlog                                | - Moedjahedien Gesteund door - Pakistan - Saoedi-Arabië - Verenigde Staten - China - Verenigd Koninkrijk - Egypte - Verenigde Arabische Emiraten - Duitsland - Israël                                                  | - Sovjet-Unie Gesteund door - Duitse Democratische Republiek - India - Bulgarije - Cuba - Tsjecho-Slowakije - Vietnam |             |

## 1980-1989
| Periode | Periode | Conflict                               | Betrokken partijen                                        | Betrokken partijen                                                   | Opmerkingen                           |
| Begin   | Einde   | Conflict                               | Overwinnende partij (indien toepasselijk)                 | Verliezende partij (indien toepasselijk)                             | Opmerkingen                           |
| ------- | ------- | -------------------------------------- | --------------------------------------------------------- | -------------------------------------------------------------------- | ------------------------------------- |
| 1980    | 1988    | Irak-Iranoorlog                        | n.v.t.                                                    | n.v.t.                                                               | Afgedwongen wapenstilstand door de VN |
| 1980    | 1981    | Tweede Eritrese Burgeroorlog           | Volksfront voor democratie en rechtvaardigheid            | Eritrese Bevrijdingsfront                                            |                                       |
| 1982    | 1982    | Falklandoorlog                         | Verenigd Koninkrijk                                       | Argentinië                                                           |                                       |
| 1983    | 1983    | Invasie van Grenada                    | Verenigde Staten                                          | revolutionare regering                                               |                                       |
| 1983    | 2005    | Tweede Soedanese Burgeroorlog          | n.v.t.                                                    | n.v.t.                                                               | Vredesovereenkoms                     |
| 1983    | 2009    | Sri Lankaanse Burgeroorlog             | Sri Lanka                                                 | Tamiltijgers                                                         |                                       |
| 1984    | 2003    | Siachenconflict                        | n.v.t.                                                    | n.v.t.                                                               | Beëindigd dankzij wapenstilstand      |
| 1986    | 1992    | Binnenlandse Oorlog                    | Nationaal Leger                                           | Junglecommando                                                       |                                       |
| 1986    | 1986    | Zuid-Jemenitische Burgeroorlog         | Abdel Fattah Ismail-gezinde militairen                    | Ali Nasser Muhammad Husani-gezinde militairen                        |                                       |
| 1987    | heden   | Oorlog in Oeganda                      | n.v.t.                                                    | n.v.t.                                                               | nog aan de gang                       |
| 1987    | 1987    | Toyota-oorlog                          | - Tsjaad - FAP - Frankrijk                                | - Libië - CDR                                                        |                                       |
| 1988    | 1994    | Oorlog in Nagorno-Karabach (1988-1994) | - Nagorno-Karabach - Armenië Gesteund door - Rusland      | - Azerbeidzjan - Turkije Gesteund door - Rusland - Israël - Oekraïne |                                       |
| 1989    | 1990    | Operatie Just Cause                    | Verenigde Staten                                          | Panama                                                               |                                       |
| 1989    | 1989    | Roemeense Revolutie                    | - Roemeense strijdkrachten - Front voor Nationale Redding | - Roemeense regering - Roemeense Communistische Partij - Securitate  |                                       |
| 1989    | 1996    | Eerste Liberiaanse Burgeroorlog        | Rebellen                                                  | regering                                                             |                                       |

## 1990-1999
| Periode | Periode | Conflict                            | Betrokken partijen | Betrokken partijen | Opmerkingen                            |
| Begin   | Einde   | Conflict                            | Overwinnende partij (indien toepasselijk) | Verliezende partij (indien toepasselijk) | Opmerkingen                            |
| ------- | ------- | ----------------------------------- | --- | --- | -------------------------------------- |
| 1990    | 1995    | Eerste Toearegopstand               | rebellen | Nigeraanse regering |                                        |
| 1990    | 2006    | Casamanceconflict                   | Senegal (regering) | Beweging van Democratische Krachten van Casamance |                                        |
| 1990    | 1991    | Golfoorlog                          | - Koeweit - Verenigde Staten - Verenigd Koninkrijk - Frankrijk - Saoedi-Arabië Gesteund door - Syrië - Egypte - Marokko - Oman - Pakistan - Canada - Oekraïne - Qatar - Bangladesh - Australië - Italië - Nederland - Niger - Filipijnen - Argentinië - Senegal - Zweden - Spanje - Bahrein - België - Polen - Zuid-Korea - Singapore - Noorwegen - Tsjecho-Slowakije - Griekenland - Denemarken - Nieuw-Zeeland - Hongarije - Israël | - Irak - Jordanië - Palestijnse Bevrijdingsorganisatie |                                        |
| 1991    | heden   | Somalische Burgeroorlog             | n.v.t. | n.v.t. | nog aan de gang                        |
| 1991    | 2001    | Joegoslavische oorlogen             | - Slovenië - Kroatië - Bosnië en Herzegovina | - Joegoslavië - Servisch Krajina - Servische Republiek - Noord-Macedonië |                                        |
| 1991    | 2002    | Sierra Leoonse Burgeroorlog         | - Sierra Leone - Verenigd Koninkrijk - Guinee Gesteund door - Verenigde Staten - Wit-Rusland - UNAMSIL | - Revolutionary United Front - Armed Forces Revolutionary Council - Liberia Gesteund door - Burkina Faso - Libië                                                                                        |                                        |
| 1991    | 1992    | Oorlog in Zuid-Ossetië              | Zuid-Ossetië Noord-Ossetische vrijwilligers | Georgië |                                        |
| 1991    | 1991    | Augustusstaatsgreep in Moskou       | - Russische SFSR - Estland - Letland - Litouwen Gesteund door - Verenigde Staten - Europese Unie | - Staatscomité van de Noodtoestand - Rode Leger - KGB - Wit-Russische SSR - Azerbeidzjaanse SSR - Oekraïnse SSR - Transnistrië Gesteund door - Libië - Palestijnse Bevrijdingsorganisatie - Joegoslavië |                                        |
| 1991    | 1991    | Tiendaagse Oorlog                   | Slovenië | Federale Republiek Joegoslavië |                                        |
| 1991    | 1995    | Kroatische Onafhankelijkheidsoorlog | - Kroatië - Bosnië en Herzegovina | - Republiek Servisch Krajina - Republiek Srpska |                                        |
| 1992    | 1995    | Bosnische Burgeroorlog              | Bosnië en Herzegovina | Servië |                                        |
| 1992    | 1994    | Kroatisch-Bosniakse Oorlog          | - Bosnië en Herzegovina | - Kroatische Republiek Herceg-Bosna Gesteund door - Kroatië |                                        |
| 1992    | 2002    | Algerijnse Burgeroorlog             | - Algerije - Frankrijk - Verenigde Staten | - FIS - FIDA - GIA - AQIM - Takfir wal Hijra |                                        |
| 1992    | 1993    | Georgisch-Abchazisch conflict       | n.v.t. | n.v.t. | Tijdelijke oplossing gevonden          |
| 1992    | 1992    | Transnistrisch conflict             | Transnistrië | Moldavië |                                        |
| 1993    | 1993    | Russische costitutionele crisis     | Russisch president Boris Jeltsin | Russisch parlement |                                        |
| 1993    | 1993    | Operatie Verantwoordelijkheid       | n.v.t. | n.v.t. | Wapenstilstand                         |
| 1994    | 1994    | Zapatista opstand in Mexico         | Zapatistisch Nationaal Bevrijdingsleger | Mexico (regering) |                                        |
| 1994    | 1996    | Eerste Tsjetsjeense Oorlog          | - Itsjkerië Gesteund door - Moedjahedien | - Rusland |                                        |
| 1996    | 2006    | Nepalese Burgeroorlog               | n.v.t. | n.v.t. | Definitive vredesovereenkomst gesloten |
| 1996    | 1997    | Eerste Congolese Burgeroorlog       | - AFDL - Rwanda - Oeganda - Burundi - Angola - Zuid-Soedan - Eritrea Gesteund door - Zuid-Afrika - Zambia - Zimbabwe - Ethiopië - Tanzania - Verenigde Staten | - Zaïre - Soedan - Tsjaad - Ex-FAR/ALiR - Interahamwe - CNDD-FDD - UNITA - ADF - FLNC Gesteund door - Frankrijk - Centraal-Afrikaanse Republiek - China - Israël - Koeweit                              |                                        |
| 1997    | 1997    | Albanese anarchie van 1997          | rebellen | Albanië (regering) |                                        |
| 1998    | 1999    | Kosovo-oorlog                       | - UÇK - NAVO | Federale Republiek Joegoslavië |                                        |
| 1998    | 2003    | Tweede Congolese Burgeroorlog       | n.v.t. | n.v.t. | Vredesakkoord                          |
| 1998    | 1998    | Operatie Desert Fox                 | - Verenigde Staten - Verenigd Koninkrijk | - Irak |                                        |
| 1999    | 1999    | Kargiloorlog                        | India | Pakistan |                                        |
| 1999    | 2001    | Conflict in de Preševo-vallei       | Federale Republiek Joegoslavië | - UÇPMB - Albanees Nationaal Leger |                                        |
| 1999    | 2003    | Tweede Liberiaanse Burgeroorlog     | n.v.t. | n.v.t. | Wapenstilstand                         |
| 1999    | 2007    | Ituri-conflict                      | n.v.t. | n.v.t. | vredesakkoord                          |
| 1999    | 2009    | Tweede Tsjetsjeense Oorlog          | - Rusland - Tsjetsjenië | - Tsjetsjeense Republiek Itsjkerië - Kaukasisch Emiraat - Moedjahedien |                                        |

## 2000-2009
| Periode | Periode | Conflict                          | Betrokken partijen                           | Betrokken partijen | Opmerkingen      |
| Begin   | Einde   | Conflict                          | Overwinnende partij (indien toepasselijk)    | Verliezende partij (indien toepasselijk) | Opmerkingen      |
| ------- | ------- | --------------------------------- | -------------------------------------------- | --- | ---------------- |
| 2001    | 2001    | Macedonisch conflict              | n.v.t.                                       | n.v.t. | Wapenstilstand   |
| 2001    | 2021    | Oorlog in Afghanistan             | - Taliban - Al Qaida - IEW - Haqqani-netwerk | - NATO - ISAF - Afghanistan - Noordelijke Alliantie |                  |
| 2003    | 2009    | Conflict in Darfur                | n.v.t.                                       | n.v.t. | Wapenstilstand   |
| 2003    | heden   | Opstanden in Irak sinds 2003      | n.v.t.                                       | n.v.t. | nog aan de gang  |
| 2003    | 2015    | Irakoorlog                        | - Multinationale troepenmacht in Irak        | - Irak - Libië |                  |
| 2005    | 2010    | Tweede Tsjadische Burgeroorlog    | - Tsjaad Gesteund door - Frankrijk - Israël  | - Union des forces pour la démocratie et le développement - Rassemblement des forces démocratiques - Concorde nationale tchadienne - Janjaweed Gesteund door - Soedan |                  |
| 2006    | 2009    | Palestijnse Burgeroorlog          | - Hamas                                      | - Fatah Gesteund door - Verenigde Staten - Verenigd Koninkrijk |                  |
| 2006    | 2006    | Israëlisch-Libanese Oorlog (2006) | n.v.t.                                       | n.v.t. | staakt-het-vuren |
| 2007    | 2015    | Oorlog in Ingoesjetië             | - Rusland - Ingoesjetië                      | - Kaukasisch Emiraat |                  |
| 2008    | 2008    | Russisch-Georgische Oorlog        | - Rusland - Zuid-Ossetië - Abchazië          | - Georgië |                  |

## 2010-2019
| Periode | Periode | Conflict                                         | Betrokken partijen                        | Betrokken partijen                                       | Opmerkingen                 |
| Begin   | Einde   | Conflict                                         | Overwinnende partij (indien toepasselijk) | Verliezende partij (indien toepasselijk)                 | Opmerkingen                 |
| ------- | ------- | ------------------------------------------------ | ----------------------------------------- | -------------------------------------------------------- | --------------------------- |
| 2011    | 2011    | Opstand in Libië                                 | Nationale Overgangsraad                   | Grote Libisch-Arabische Socialistische Volks-Jamahiriyah |                             |
| 2011    | heden   | Syrische Burgeroorlog                            | n.v.t.                                    | n.v.t.                                                   | nog aan de gang             |
| 2012    | heden   | Burgeroorlog in de Centraal-Afrikaanse Republiek | n.v.t.                                    | n.v.t.                                                   | nog aan de gang             |
| 2014    | 2020    | Tweede Libische Burgeroorlog                     | n.v.t.                                    | n.v.t.                                                   | Permanente Staakt-het-vuren |
| 2014    | 2014    | Annexatie van de Krim                            | Rusland                                   | Oekraïne                                                 |                             |
| 2014    | heden   | Russisch-Oekraïense Oorlog                       | n.v.t.                                    | n.v.t.                                                   | nog aan de gang             |
| 2015    | heden   | Jemenitische Burgeroorlog                        | n.v.t.                                    | n.v.t.                                                   | nog aan de gang             |

## 2020-2029
| Periode | Periode | Conflict                                  | Betrokken partijen                                                             | Betrokken partijen                                 | Opmerkingen |
| Begin   | Einde   | Conflict                                  | Overwinnende partij (indien toepasselijk)                                      | Verliezende partij (indien toepasselijk)           | Opmerkingen |
| ------- | ------- | ----------------------------------------- | ------------------------------------------------------------------------------ | -------------------------------------------------- | --- |
| 2020    | 2020    | Oorlog in Nagorno-Karabach                | - Azerbeidzjan - Syrië (huurlingen) Gesteund door - Israël - Rusland - Turkije | - Nagorno-Karabach - Armenië Gesteund door Rusland | |
| 2022    | heden   | Russische invasie van Oekraïne sinds 2022 | n.v.t.                                                                         | n.v.t.                                             | nog aan de gang |
| 2023    | 2023    | Aanval op Nagorno-Karabach                | Azerbeidzjan                                                                   | Nagorno-Karabach                                   | Einde van de republiek Nagorno-Karabach                                                                            |
| 2023    | heden   | Oorlog in Gaza                            | n.v.t.                                                                         | n.v.t.                                             | nog aan de gang |
| 2023    | heden   | Conflict in Soedan sinds 2023             | n.v.t.                                                                         | n.v.t.                                             | nog aan de gang |
| 2024    | 2024    | Rebellenoffensief in Syrië                | Hayat Tahrir al-Sham                                                           | Syrische strijdkrachten                            | HTS en geaffilieerde groepen veroveren meer dan 100 steden en dorpen waaronder, de stad Aleppo en omliggende regio |
| 2024    | 2025    | Koersk-offensief                          | - Rusland - Noord-Korea                                                        | - Oekraïne                                         | Tijdelijke bezetting van Russisch grondgebied door Oekraïne.                                                       |
| 2025    | 2025    | Indiaas-Pakistaans conflict van 2025      | India                                                                          | Pakistan                                           | staakt-het-vuren                                                                                                   |
| 2025    | heden   | Iran-Israël oorlog                        | - Israël - Verenigde Staten                                                    | - Iran - Houthi's                                  | |